# Starkenburg-Sternwarte
Die Starkenburg-Sternwarte e. V. Heppenheim ist eine Vereinssternwarte in Heppenheim an der Bergstraße im südlichen Hessen. Sie ist unter dem IAU-Code 611 registriert. In ihr werden amateurastronomische Beobachtungen durchgeführt und öffentliche naturwissenschaftliche Bildungsveranstaltungen angeboten.

## Geografische Lage
- Länge: 08° 39′ 07″ Ost
- Breite: 49° 38′ 48″ Nord
- Höhe ü. NN: 256 m[1]

## Geschichte
Nach der Initiative von Alfred Sturm und Martin Geffert zur Gründung der Starkenburg-Sternwarte wurde 1970 mit dem Bau des Gebäudes am Fuße der Starkenburg begonnen. 1973 wurde der Verein „Astronomischer Arbeitskreis im Kulturkreis Heppenheim e. V.“ gegründet, welcher im Jahr 1991 in den Verein „Starkenburg-Sternwarte e. V.“ überführt wurde.

## Ausrüstung und Beobachtungsschwerpunkte

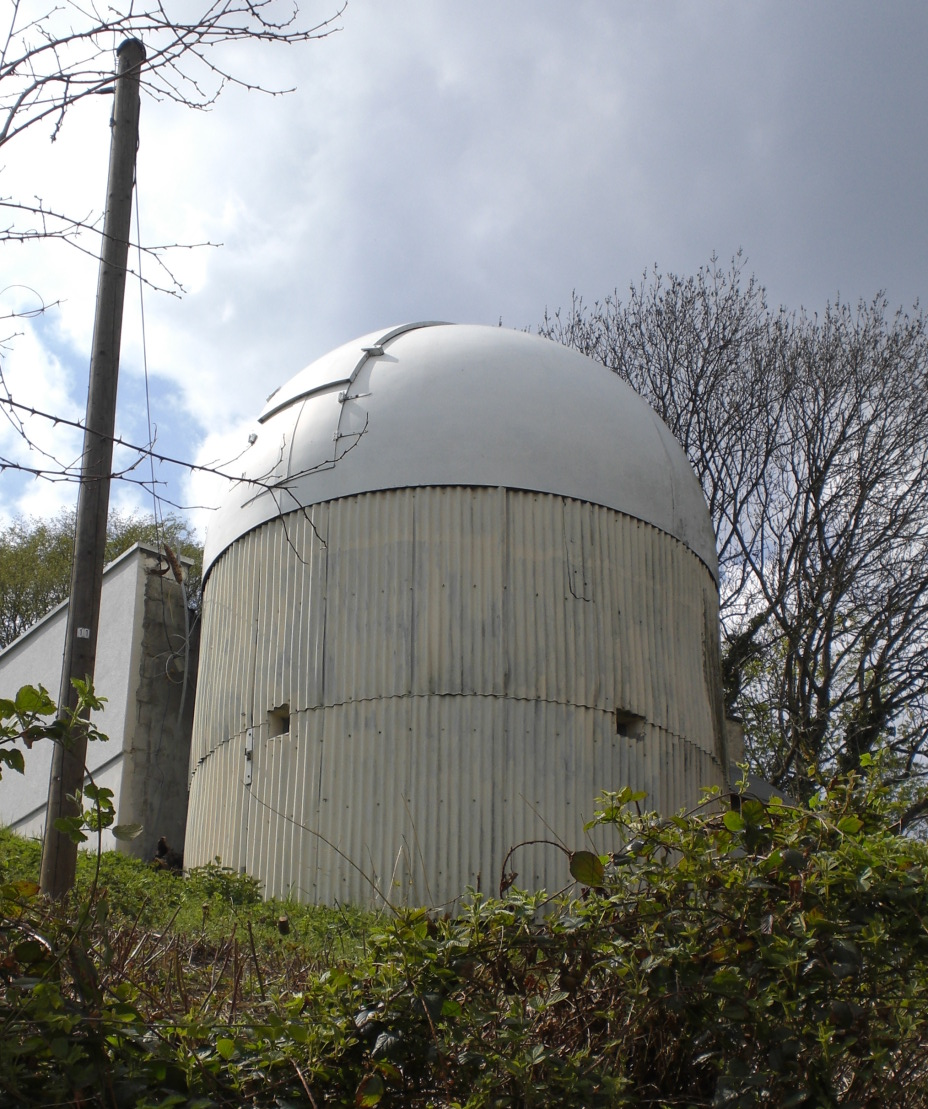
Kuppel der Sternwarte

Die Sternwarte verfügt über eine Beobachtungsplattform mit diversen Teleskopen, meist Refraktoren. Unter einer Kuppel mit 5 Meter Durchmesser befindet sich ein 45-cm-Newton-Teleskop, das mit einer CCD-Kamera ausgestattet ist. Mit dieser Ausrüstung beteiligt sich die Starkenburg-Sternwarte seit 1995 an der Beobachtung und Suche von Kleinplaneten. Bisher (Stand Januar 2020) wurden 58 Kleinplaneten von Mitgliedern der Sternwarte entdeckt und teilweise getauft. Der am 1. April 1997 entdeckte Asteroid 14080 erhielt den Namen Heppenheim (siehe (14080) Heppenheim). Seit 1977 wird auf der Starkenburg-Sternwarte auch Radioastronomie betrieben. Dazu verfügt die Sternwarte über ein spezielles Gebäude, das mit einem Radioteleskop ausgestattet ist.

## Veranstaltungen

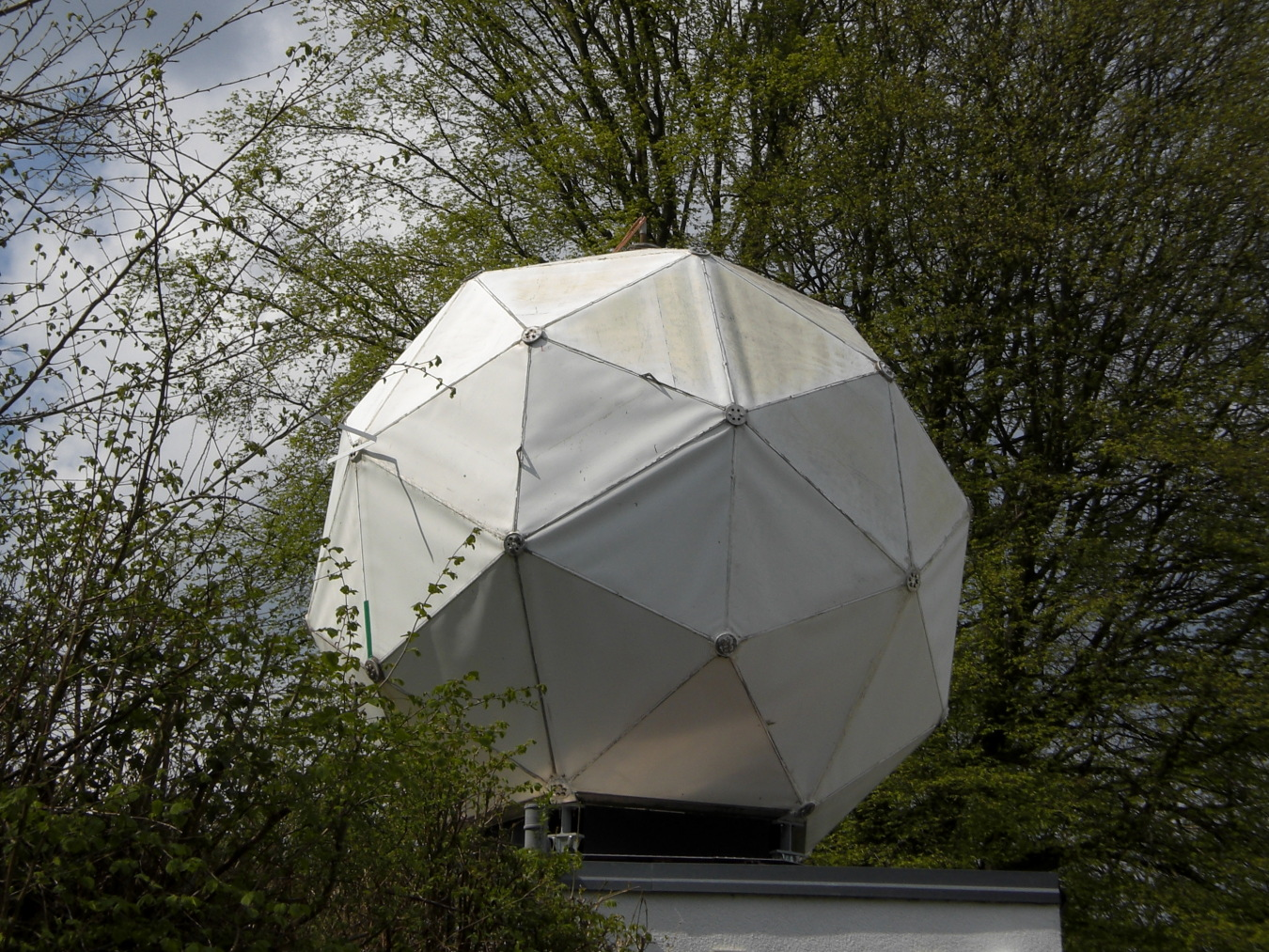
Detail der Sternwarte

Mit zahlreichen öffentlichen Veranstaltungen und Vorträgen versuchen die Mitglieder der Starkenburg-Sternwarte satzungsgemäß einen Beitrag zur astronomischen Bildung in der Bevölkerung zu leisten. In einem anspruchsvollen Vortragsprogramm gibt es wöchentliche Beiträge aus den Naturwissenschaften mit Schwerpunkt Astronomie und anderen Gebieten. Bei klarem Wetter gibt es freitags für die Öffentlichkeit die Möglichkeit zur Himmelsbeobachtung mit den Instrumenten der Beobachtungsplattform. Die Starkenburg-Sternwarte war bereits mehrfach Ausrichter von Fachtagungen. Zum Hessentag wurde der Heppenheimer Planetenweg eingeweiht, der auf Initiative der Sternwarte von der Stadt Heppenheim eingerichtet und finanziert wurde. Dieser Planetenweg soll auf 2,6 km Länge dem Wanderer die Dimensionen unseres Sonnensystems näher bringen.

## Sonstiges
Im Mai 2001 ging der Name der Sternwarte durch die internationale Presse, als ein von Sternwartenmitglied Felix Hormuth entdeckter Kleinplanet auf den Namen (18610) Arthurdent getauft wurde. Arthur Dent ist die Hauptperson in Douglas Adams Romanreihe Per Anhalter durch die Galaxis.